# 谷田川 (群馬県)
谷田川（やたがわ）は、主に群馬県東部を流れる利根川水系渡良瀬川支流の一級河川である。

## 地理
群馬県邑楽郡千代田町の水田地帯に源を発する。館林市と邑楽郡明和町の境界、板倉町にかけて東に流れ、埼玉県と栃木県の境界に達し、埼玉県加須市柏戸付近で渡良瀬川に合流する。板倉町では水郷公園で揚舟による谷田川めぐりが開催されている。また、広い河川敷は板倉ゴルフ場として利用されている。
板倉町内では「利根川・渡良瀬川合流域の水場景観」の名称で谷田川流域一帯の河川景観が文化財保護法による重要文化的景観として選定されている。「水場」とは、利根川・渡良瀬川合流域の低湿地を指す用語である。

## 支流
- 五箇川
- 新谷田川
- 新堀川
- 近藤川
- 宮田川
- 茂林寺川
- 蛇沼川
- 鶴生田川
- 合の川（廃川）
- 板倉川

## 河川施設

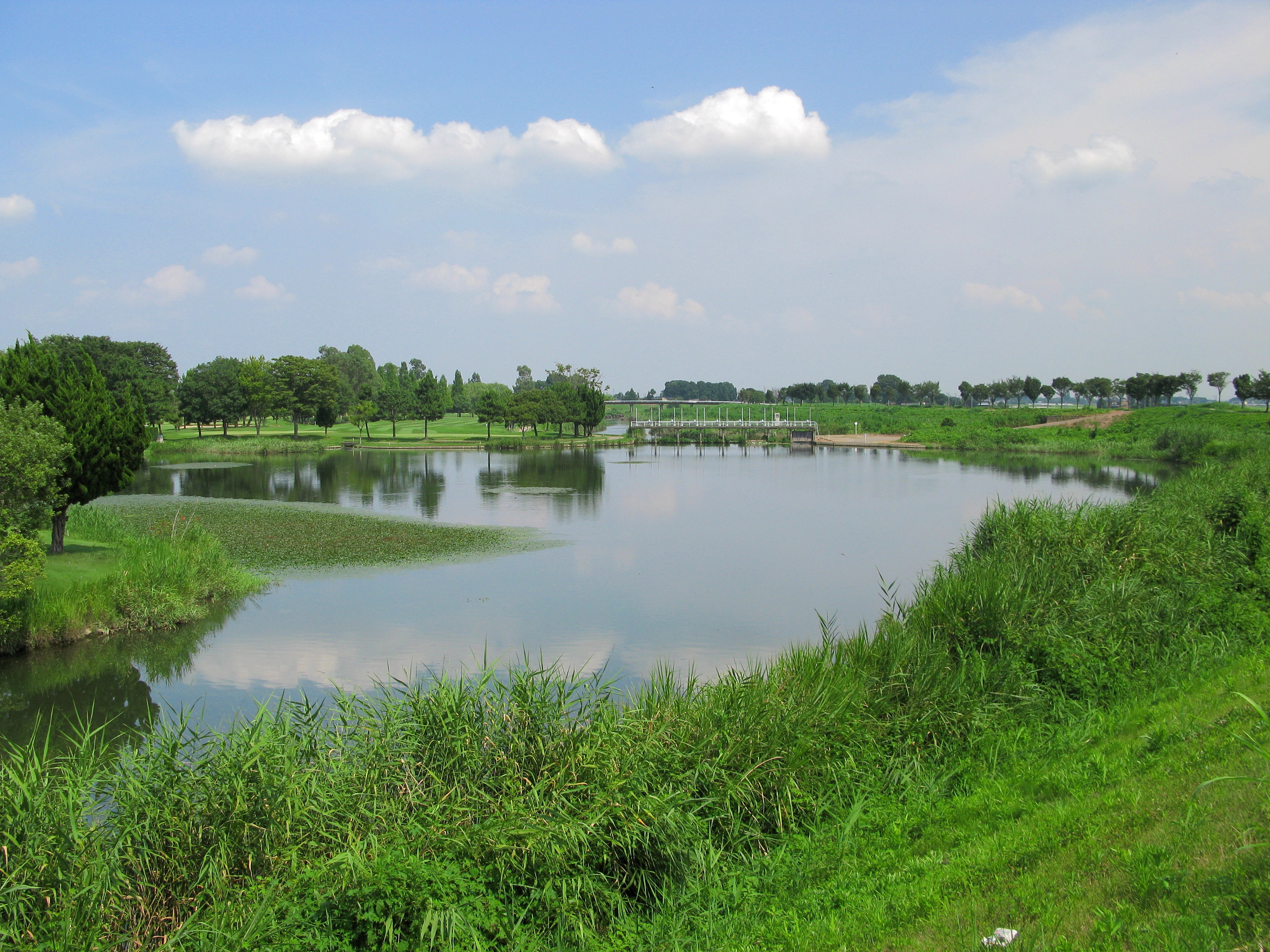
八間樋頭首工付近

流域は、利根川と渡良瀬川の堤防に囲まれた低平地であるため、浸水被害を防ぐための排水施設が設けられている。
- 新堀川排水機場
- 谷田川排水機場
- 八間樋頭首工
- 谷田川第二排水機場
- 谷田川第一排水機場
- 渡良瀬遊水地

## 橋梁
- 埼玉県道・群馬県道83号熊谷館林線

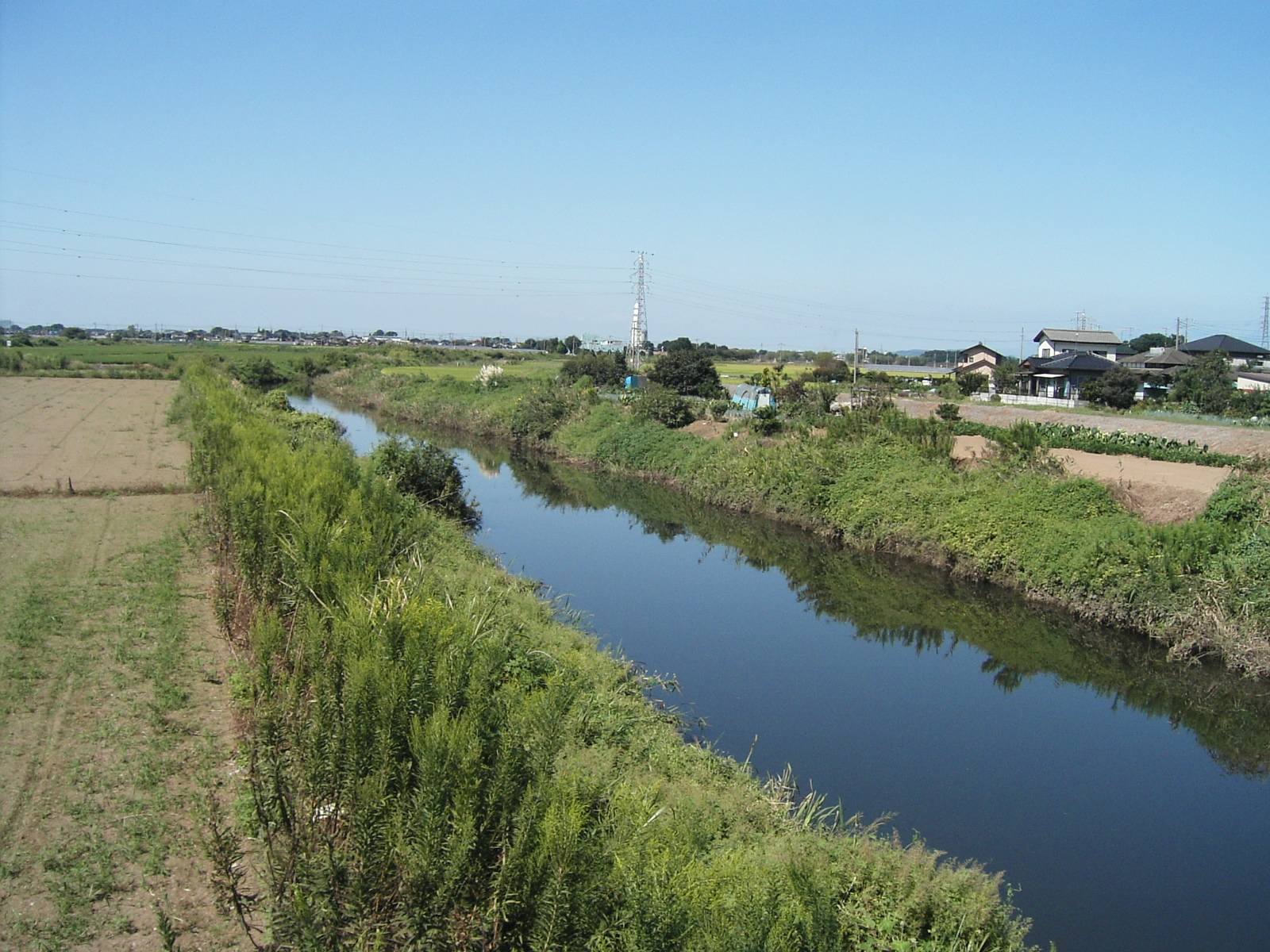
青柳橋付近

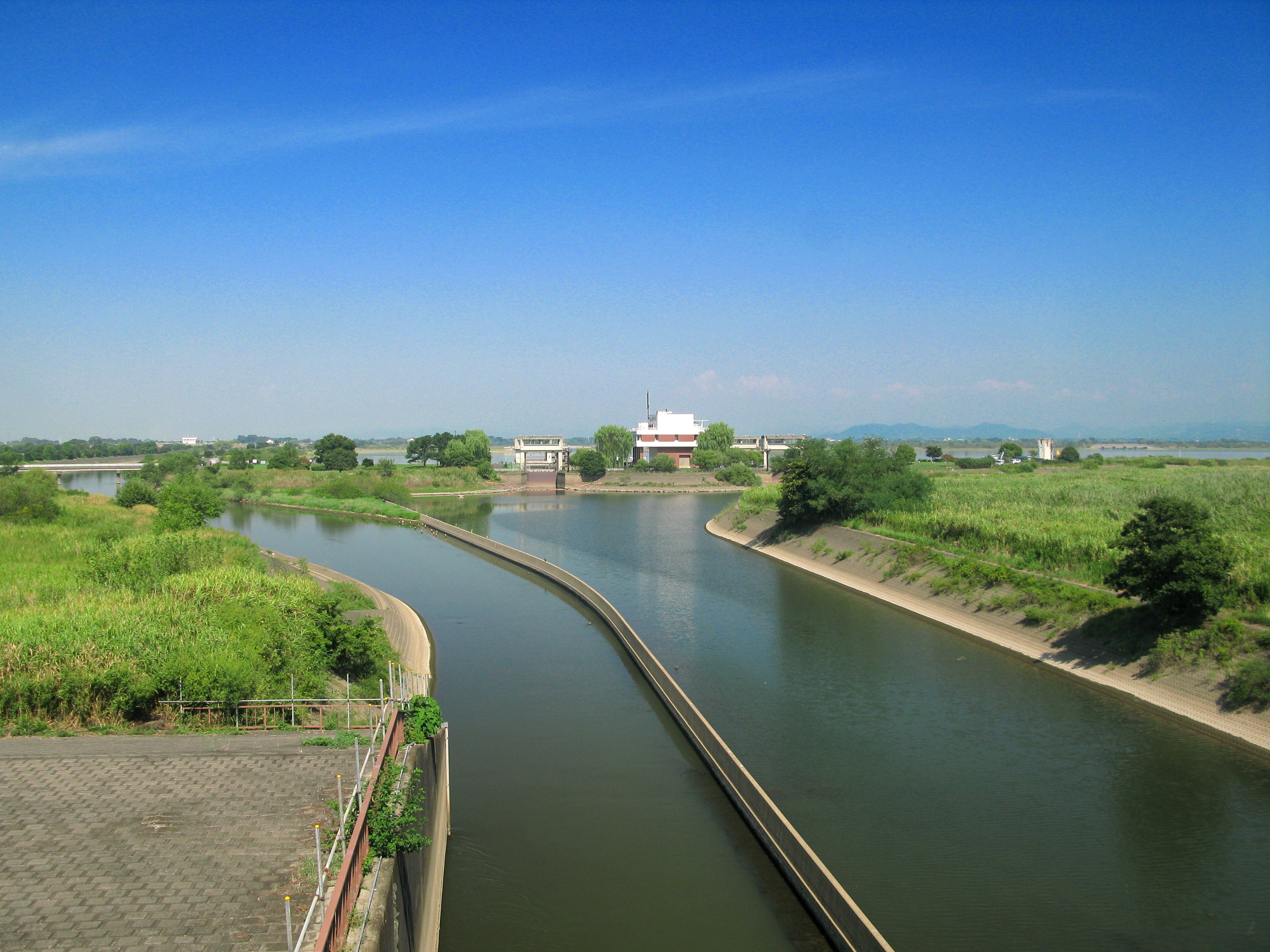
谷中湖第一排水門付近

通り前橋

- 上沼橋（栃木県道・群馬県道・埼玉県道20号足利邑楽行田線）
- 水呑橋
- 丑起橋
- 谷田川橋
- 名称不明
- 谷田川橋（群馬県道361号矢島大泉線）
- 橋戸橋
- 青柳橋（国道122号）
- 谷田川橋梁（東武伊勢崎線）
- 南大橋
- 本郷橋（群馬県道366号江口館林線）
- 十二社橋（埼玉県道・群馬県道304号今泉館林線）
- 東北自動車道
- 斗合田橋（群馬県道363号斗合田岩田岡里線）
- 蛭田橋
- 藤の木橋（群馬県道367号海老瀬飯野線）
- 八間樋橋（群馬県道367号海老瀬飯野線）
- 板倉大橋（国道354号板倉北川辺バイパス）
- 通り前橋（潜水橋）
- 会の川橋（国道354号）
- 谷田川橋梁（東武日光線）
- 栃木県道・群馬県道・埼玉県道・茨城県道9号佐野古河線
- まごころ橋
- 下宮橋
- 谷田川橋
- 柏戸橋